# Maria Favà i Compta
Maria Favà i Compta (Barcelona, 1949) és una periodista del barri del Poblenou de Barcelona.
Va començar a treballar als 14 anys mentre feia el batxillerat nocturn. Va començar a fer de periodista a la revista Garbo, al diari Tele/Exprés i al Diari de Barcelona. El 1976 va ser una de les redactores fundadores del diari Avui d'on es va jubilar anticipadament el 2010. Hi va escriure principalment sobre l'actualitat social i política de la ciutat Barcelona i els seus barris.
Durant aquests anys també va col·laborar puntualment a Vindicación Feminista, Opción, Lecturas, Interviu, Catalunya Cultura, Catalunya Ràdio, Time Out. Va ser corresponsal de la cadena Ser al Marroc (1990-1993) i va fer un espai de consum al programa Bon dia de TV3 (1996-1999). Ha estat membre i durant uns mesos del 2007 degana accidental de la Junta del Col·legi de Periodistes.
El 2010 va formar part de la trentena de persones que van presentar un recurs d'empara impulsat per l'Assemblea Nacional, al Tribunal Constitucional espanyol per la suspensió dels diputats que havien estat processats del Parlament.
El 2017 va publicar Diari AVUI, 1976-2009, entre el somni i l'agonia, on explica la història del diari; el 2003 dos llibres sobre els establiments emblemàtics i el mobiliari urbà de Barcelona, el 2022 una monografia sobre L'Aliança del Poblenou i La mina de la mort, una investigació sobre l'accident de la mina Clara de L'Espà on el 1944 van morir 34 miners.El 2003 va publicar L'Alliança i l'Ateneu Colón, bressols de ciutadania.